# Židé v Jižní Koreji

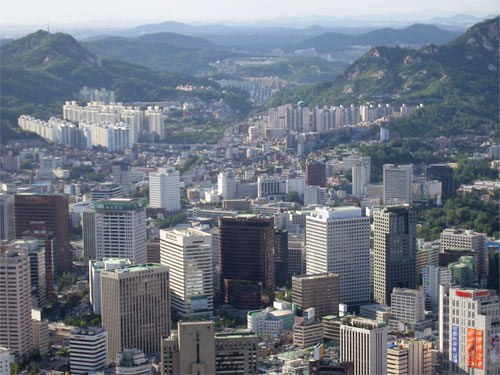
Nejpočetnější komunita židovských usedlíků se nachází v hlavním městě Soulu.

Židé v Jižní Koreji se začínají objevovat teprve v 50. letech 20. století. V důsledku korejské války do země přicházeli i vojáci židovského původu či vyznání; někteří z nich se zde usadili a jiní jako například Chaim Potok ztvárnili své zážitky z Jižní Koreje ve svých knihách.
Podle náboženského složení v korejské populaci převažují lidé bez vyznání (až 47 %), zatímco na druhém místě jsou buddhisti (22 %), pak protestanti (18 %) a katolíci (až 11 %). Nábožensky motivované útoky vyskytující se v Jižní Koreji jsou málokdy antisemitského rázu, na druhou stranu však roste počet útoků na buddhismus (sprejerství, vandalismus chrámů, apod.).

## Antisemitismus
Náboženský nebo ekonomický antisemitismus v jihokorejské společnosti nikdy neexistoval. Korejci jsou pozitivně nakloněni Židům, protože předpokládají jakousi etnickou příbuznost a rovněž cítí solidaritu s Izraelem. Antisemitské narážky se přesto nevyhnuly současné populární kultuře. Komiks Monnara Iunnara (Daleké a sousední země), který se stal v Jižní Koreji bestsellerem, používá „klasické“ předsudky na úrovni nacistických popisů a spojuje náhodné události (e.g. 11. září) s Židy.